# Publiczny system wypożyczania rowerów

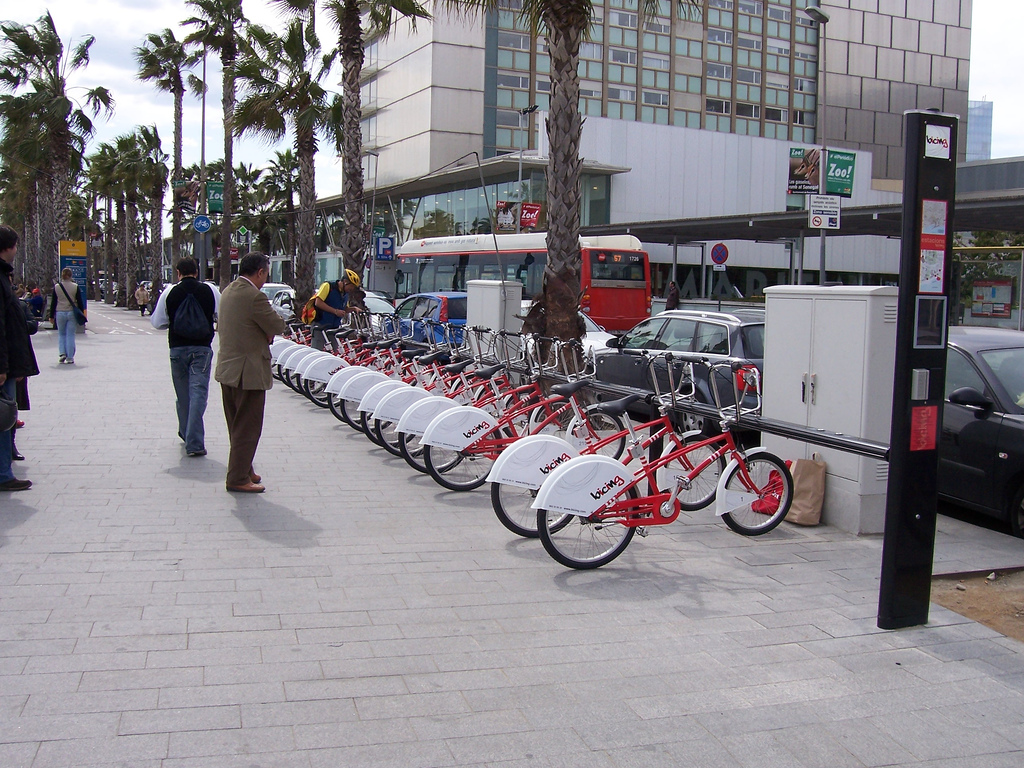
Stacja rowerów publicznych „bicing” w Barcelonie

Publiczny system wypożyczania rowerów (ang. bike-sharing, bike-sharing system) – zwany potocznie rowerem miejskim – system samoobsługowych wypożyczalni rowerów publicznych w miastach, zlokalizowany głównie w centrach miast, pozwalający wypożyczyć rower na określony czas bezobsługowo. W najnowszych systemach wypożyczenie odbywa się najczęściej z użyciem aplikacji mobilnej, a płatność odbywa się automatycznie z doładowanych kredytów lub podpiętej karty płatniczej.
Stosowany jest zwykle w dużych aglomeracjach miejskich do poruszania się na bliskie odległości. Promowany w miastach dla zmniejszenia zatorów w ulicznym ruchu samochodowym, ograniczania emisji spalin i poprawy zdrowia mieszkańców. Eliminuje niektóre wady roweru prywatnego, np. narażenie na kradzież i wysokie koszty zakupu oraz użytkowania.

## Historia

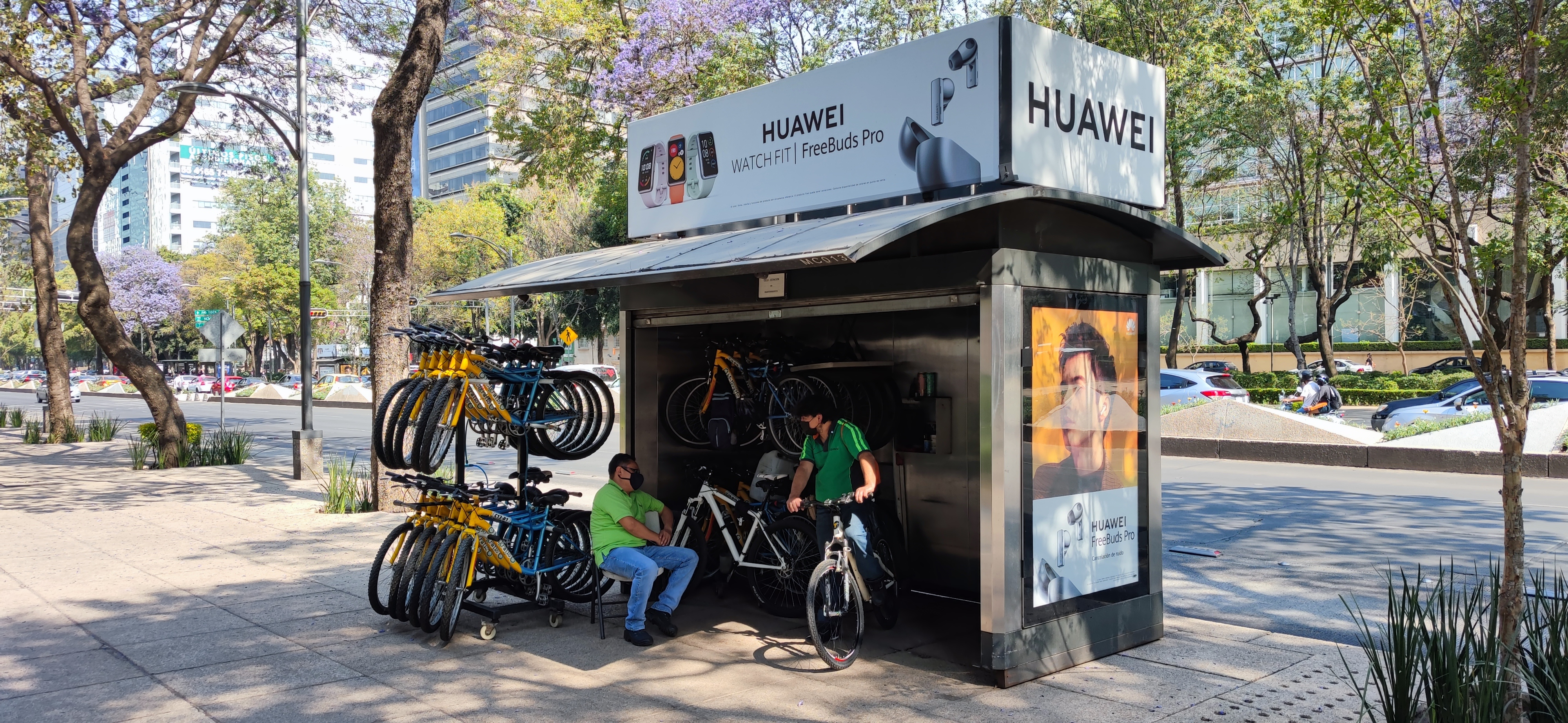
Punkt wypożyczania rowerów sieci Bicigratis w mieście Meksyk.

### Stacje z obsługą
Obsługowa wypożyczalnia rowerów, tradycyjna wypożyczalnia rowerów lub generacja zero – to najstarszy model wypożyczalni, gdzie lokalizacje lub stacje nie są zautomatyzowane, a są prowadzone przez pracowników lub wolontariuszy. W Polsce tego typu wypożyczalnie funkcjonują w rejonach turystycznych. Swoją sieć wypożyczalni w 5 miastach Polski prowadzi sieć sklepów sportowych Decathlon.

### Wypożyczalnie bezobsługowe, bezpłatne
Pierwsza generacja – system „Witte Fietsen” – pierwszą ideę bezobsługowych wypożyczalni rowerowych wprowadził Luud Schimmelpennink w Amsterdamie w 1965 roku pod nazwą White Bicycle Plan, gdzie razem ze znajomymi zebrali 50 rowerów, pomalowali je na biało i rozstawili w mieście, do darmowego użytkowania. Większość rowerów została skradziona.

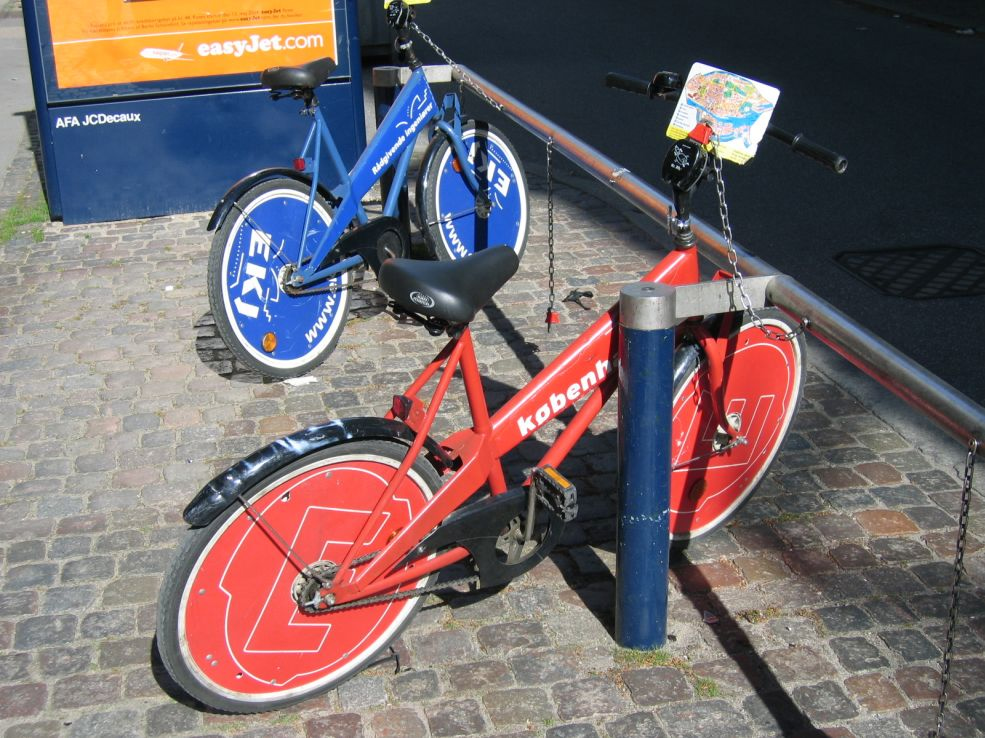
Stacja systemu drugiej generacji w Kopenhadze.

### Wypożyczalnie bezobsługowe na kaucje
Druga generacja – system opracowany przez Mortena Sadolina i Ole Wessunga z Kopenhagi po tym, jak obaj zostali ofiarami kradzieży rowerów pewnej nocy w 1989 roku. Opracowany przez nich system zakładał darmowe wypożyczanie rowerów z depozytem w postaci monet, które wykorzystuje się do odblokowania rowerów analogicznie do odblokowywania wózków sklepowych.
Pierwsze systemy z depozytami zostały uruchomione w 1991 roku w Farsø i Grenå w Danii oraz w 1993 roku w Nakskov w Danii z 26 rowerami i 4 stacjami. W 1995 roku pierwszy duży program z 800 rowerami generacji został uruchomiony w Kopenhadze jako Bycyklen. System został następnie wprowadzony w Helsinkach (2000-2010) i Wiedniu w (2002) oraz w Aarhus (2003).

### Wypożyczalnie automatyczne na kartę

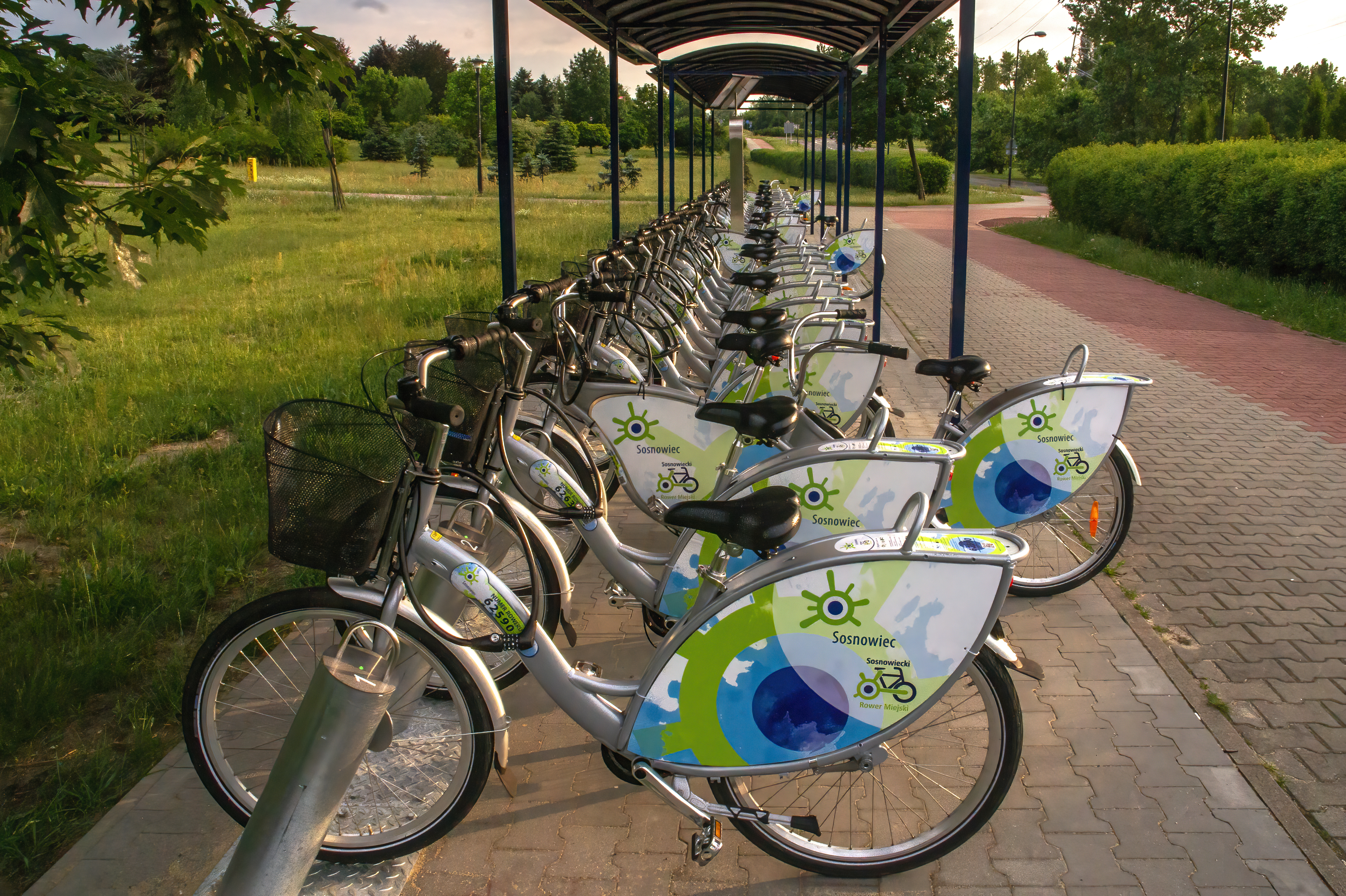
Stacja systemu trzeciej generacji.

Trzecia generacja składają się z rowerów, które można wypożyczyć z automatycznych stacji dokujących; Można je wypożyczyć na jednej i zwrócić na innej stacji należącej do tego samego systemu. Stacje dokujące to specjalne stojaki rowerowe, które blokują rower i zwalniają go tylko za pomocą sterowania komputerowego. Osoby zarejestrowane w programie identyfikują się za pomocą karty członkowskiej w dowolnym z hubów.
System ten został opracowany jako Public Velo przez Hellmuta Slachtę i Paula Brandstättera w latach 1990–1992, a po raz pierwszy wdrożony w 1996 roku przez Uniwersytet Portsmouth i Radę Miasta Portsmouth pod nazwą Bikeabout. Do korzystania z systemu potrzeba była karta magnetyczną używaną. 6 czerwca 1998 roku podobny system wprowadzono w Rennes pod nazwą LE vélo STAR. Była to sieć miejska z 200 rowerami, 25 stacjami i elektroniczną identyfikacją rowerów.
Poza Europą system tego typu zaczęły się pojawiać w 2008 roku na początek w Brazylii, Chile, Chinach, Nowej Zelandii, Korei Południowej, Tajwanie i każdy z nich był pierwszym programem wypożyczania rowerów trzeciej generacji w tych krajach.

### Wypożyczalnie bez stacji dokujących

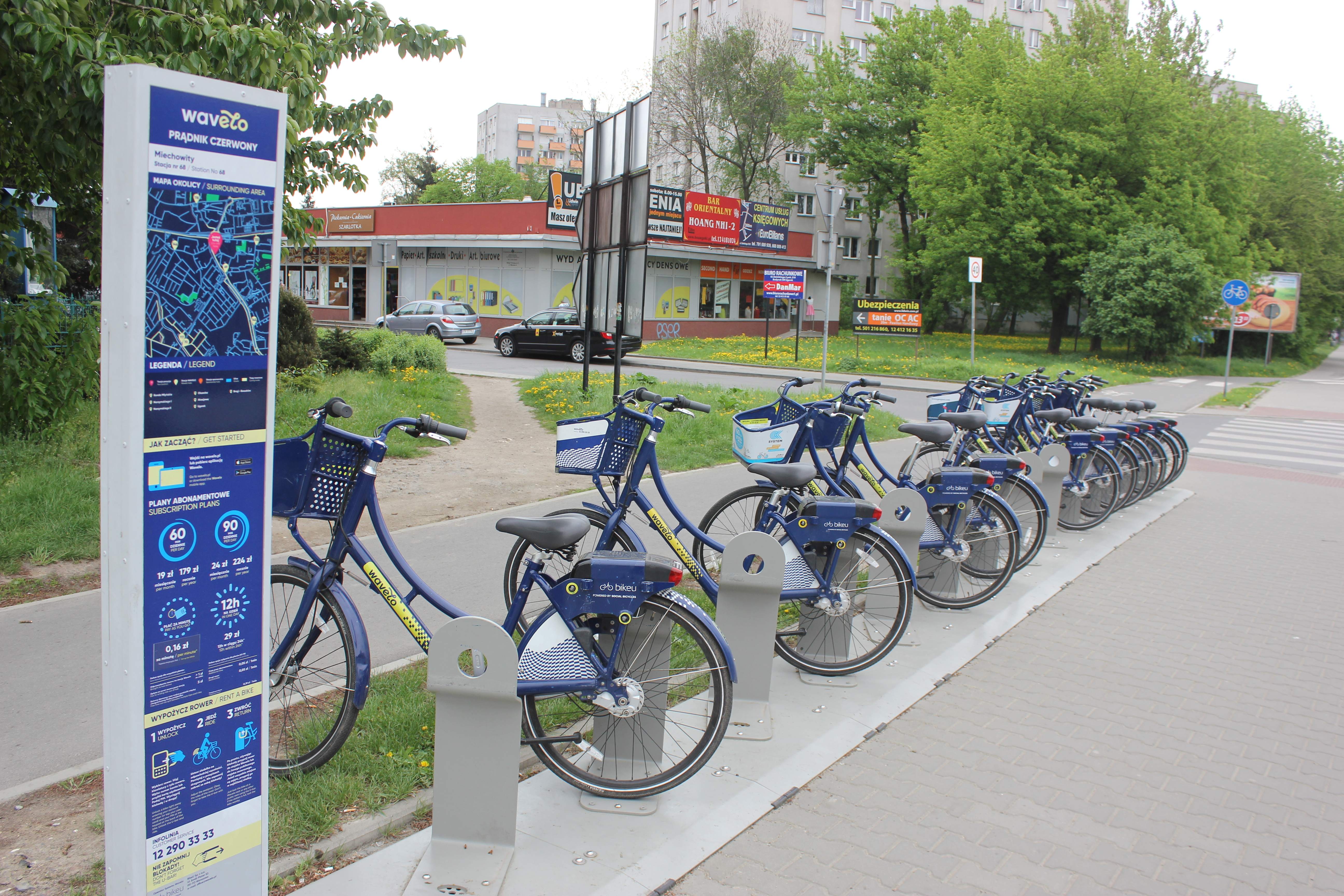
Stacja z rowerami systemu czwartej generacji Wavelo

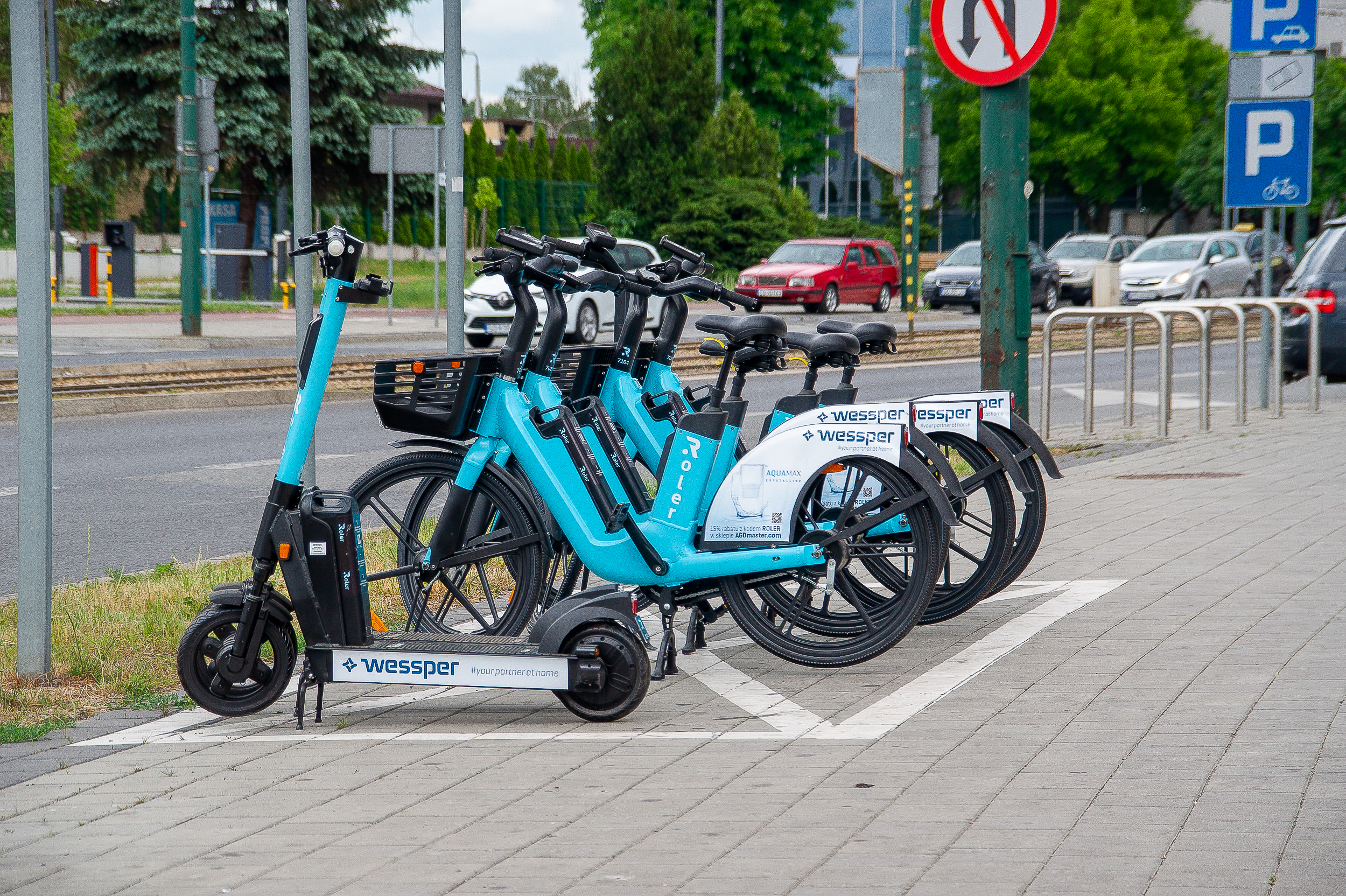
System elektrycznych rowerów piątej generacji w Sosnowcu

Znany jako czwarta generacja lub piąta generacja system wynajmu rowerów; Elementarnym założeniem systemu jest rower z blokadą, która jest zwykle zintegrowany z ramą i jej zapięcie nie wymaga stacji dokującej. W przypadku czwartej generacji dostępne są stacje dokujące, ale nie jest wymagane pozostawienie roweru na tej stacji i możemy z użyciem zawartej blokady pozostawić rower w dowolnym miejscu. W przypadku systemu piątej generacji stacje mają charakter wirtualny i są to raczej miejsca, w których systemy są rozlokowywane przez operatora.
System ten został następnie opracowany przez Deutsche Bahn w 1998 roku w celu włączenia cyfrowych kodów uwierzytelniających (które się zmieniają) do automatycznego blokowania i odblokowywania rowerów. Deutsche Bahn uruchomiła system pod nazwą Call a Bike w 2000 roku, umożliwiając użytkownikom odblokowanie roweru za pomocą wiadomości SMS lub połączenia telefonicznego, a ostatnio za pomocą aplikacji.
Rozwój technologiczny telefonów i systemów GPS utorował drogę do dużego wzrostu tego typu systemów udostępniania rowerów „bez stacji dokującej”. Chińskie firmy Ofo i Mobike stały się pionierami wdrażania systemów bez stacji dokujących. Ofo wystartowało swój system w Pekinie w 2015, a Mobike w Szanghaju w 2016. W Polsce pierwszy tego typu system został uruchomiony w Krakowie w 2016 roku (Wavelo), a w Warszawie w 2017 (Acro-bike).

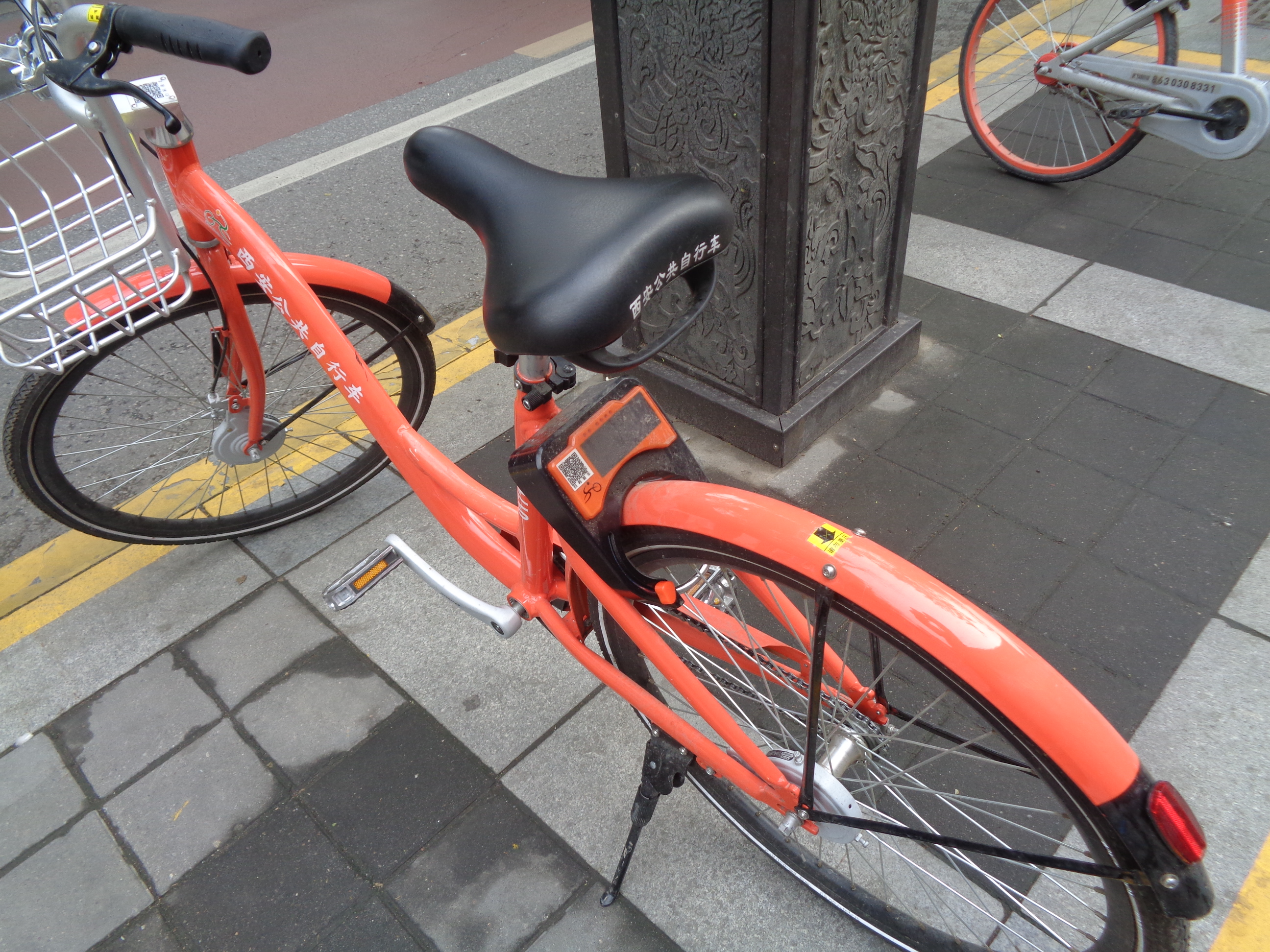
Rower systemu piątej generacji

W grudniu 2016 r. około 1000 miast na całym świecie posiada program rowerów publicznych. W 2021 na świecie istniało blisko 2000 systemów rowerów publicznych, oferując blisko 10 mln rowerów. Najbardziej dynamiczny wzrost nastąpił w 2017 roku, gdy otwarto 581 systemów przy 50 zamkniętych.
Najwięcej systemów zlokalizowanych jest w Chinach, a zarazem tam znajdują się największe, które osiągają liczbę 90 000 dostępnych rowerów.

## Rowery publiczne w Polsce

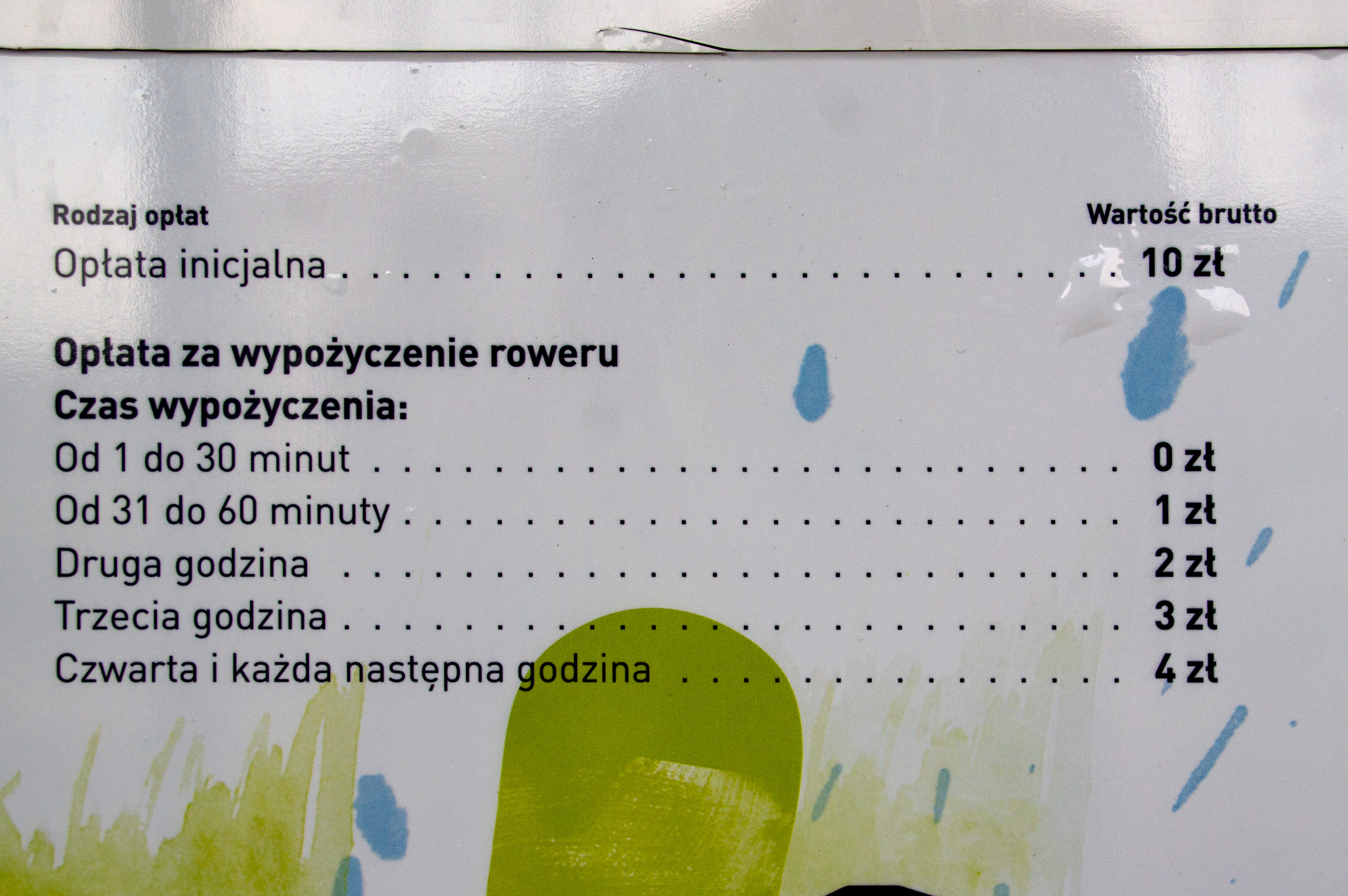
Cennik wypożyczenia roweru miejskiego

W Polsce pierwsza wypożyczalnia rowerów powstała w Krakowie w 2008 roku. Składał się początkowo z 12 stacji oraz 100 rowerów. Kolejna otwarta rok później w Szczecinku. W 2021 systemy roweru publicznego dostępne były w ponad 90 polskich miejscowościach, a ich łączna flota wynosiła ponad 20 tysięcy rowerów. 
Większość systemów funkcjonuje w okresie wiosenno-zimowym. Wyjątek stanowi Wrocław, gdzie system funkcjonuje cały rok. Większość systemów posiada okres bezpłatnego wypożyczenia, który najczęściej wynosi 20 minut. Cena za godzinę wypożyczenia w większości wynosiła od 1 do 3 zł. Wyjątek stanowią Szamotuły, gdzie system jest całkowicie bezpłatny oraz Duszniki Zdrój, gdzie wypożyczane są rowery elektryczne.

### Statystyki
Zgodnie z listą systemów rowerów publicznych w Polsce w 2021 roku było 75 systemów wypożyczalni należących do 8 różnych operatorów obsługujących 21659 rowerów; 18 systemów zostało zamkniętych; Największą liczbą systemów w Polsce prowadzi niemiecka firma Nextbike (37 systemów posiadających 16188 rowerów), a następny w kolejności jest Roovee (25 systemów obsługujących 1910 rowerów); Na uwagę zasługuje także freebike, który ma tylko 4 systemy, ale w nich aż 2680 rowerów. Od 1 sierpnia 2024 największą liczbę stacji (924) ma Metrorower — system obejmujący 31 gmin Metropolii GZM; posiada też największa liczbę rowerów (7000); zdetronizował on warszawski system Veturilo z blisko 400 stacjami liczbę dostępnych rowerów sięgającą prawie 5800. Najmniejszym systemem wielostacyjnym, który nie jest systemem pilotażowym, jest Tychowski Rower Miejski, który posiada jedynie 2 stacje i funkcjonuje od 2018 roku. Tychowo jest też najmniejszym miastem pod względem liczby ludności posiadającym publiczny system wypożyczania rowerów o wielu stacjach. Wśród 71 systemów 3 mają charakter aglomeracyjny (aglomeracja górnośląska — Metropolia GZM, aglomeracja lubelska, aglomeracja białostocka), a jeden wojewódzki (województwo łódzkie).  
Pod względem rozwoju systemów Polska zajmowała w 2021 roku piąte miejsce w Europie. 
Najwięcej procentowo w 2020 mieszkańców zapisanych w systemie miały Szamotuły (66%); Największą liczbę rowerów na mieszkańca miał system w Ustroniu (230 mieszkańców na jeden rower), a największe zagęszczenie stacji Chorzów. W 2022 roku największy przyrost odnotował operator Roovee zwiększając liczbę miast do 30 a liczbę rowerów do 2900 dając mu 12% udziału w rynku, tyle samo co freebike. W 2022 roku rynek rozrósł się do 94 miast, 82 systemów i 23,7 tys. rowerów. Podaż usług wzrosła o 13% względem 2021 roku. Systemy rowerów publicznych stanowiły w 2022 95% rynku systemu wypożyczalni rowerów. 

### Statystyki wypożyczeń
Statystyki systemów rowerów miejskich w Polsce 2015: